# Исовский платиноносный район
И́совский платиноно́сный райо́н — совокупность россыпных месторождений золота и платины на реке Ис и её притоках. Оруднённая платина ассоциируется с форстеритовыми дунитами Нижне-Тагильского массива, находящегося в толще карбонатно-сланцевых пород девона. Входит в состав Уральского платиноносного пояса.

## Описание месторождения
Район начинается южнее реки Каменушки, у горы Вересовый Бор, россыпями речек Простокишенка, Покап и других, после впадения которых долина реки Ис содержит платину. Далее Ис обогащается ещё раз, протекая через дуниты горы Светлый Бор. Самородная платина представлена твёрдыми растворами Pt—Fe с небольшими включениями металлов платиновой группы (палладий, иридий, родий и осмий). Содержание платины в железистой руде колеблется в пределах 73,1 — 90,98 %.
В районе выделяют три платиноносных площади, генетически связанные с ультрамафитовыми массивами: Вересовый Бор и Светлый Бор, представленные сравнительно небольшими клинопироксенит-дунитовыми телами, и клинопироксенитовый (аподунитовый) Качканарско-Гусевогорский, в состав которого входит Качканарское рудное поле ванадиево-титано-железных руд. Руды месторождений содержат 0,04—0,12 г/т платины.
Россыпи платины в долине Иса характеризуются наиболее значительной для уральского региона протяженностью в 57—60 км. По мере приближения к устью Иса отмечается увеличение окатанности зёрен платины. В верховьях (прииски Усть-Косьинский, Елизаветинский, Александровский и другие) платина характеризовалась высокой шероховатостью, присутствовали самородки массой до 4 г. Ниже по течению Иса (Артельный прииск) зёрна платины были более мелкими и более окатанными. В низовьях реки находимые зёрна были ещё мельче, плоские и окатанные.

## История
Высоцким Н. К. были определены границы Исовского района: между 58° 36' и 59° 4' северной широты и между 28° 44' и 29° 42' восточной долготы от Пулкова. К Исовскому району причисляется также река Выя с её притоками. В XIX и начале XX века этот район был расположен в двух дачах: Бисерской даче бывшего акционерного общества Лысьвенского горного округа наследников графа Шувалова (Верхний Ис, протяженностью 33 километра) и Нижне-Туринской казённой дачи бывшего Гороблагодатского горного округа (Средний и Нижний Ис протяженностью 35 километров). Наносы Иса становятся платиносодержащими лишь после впадения в него Простокишенки, берущей начало в Вересовом бору. Часть приисков на реке Ис принадлежала Платино-промышленной компании анонимного сообщества.
В 1819 году платина была открыта на уральских приисках, добыча началась в 1824 году, а в 1825 году под руководством командира Гороблагодатских заводов Н. Р. Мамышева около десятка приисков добыли 200 кг платины. Металл очищали от примесей путём сплавления с мышьяком в лаборатории Кушвинского завода, примеси при этом переходили в шлак. После отделения шлака мышьяк выжигался, а платина проковывалась. Мировые цены на платину сдерживались искусственно, поэтому добыча почти не развивалась.
К 1835 году объёмы добычи уральской платины превысили 110 пудов в год.
В 1845 году Санкт-Петербургский монетный двор прекратил чеканить монеты из платины, и этот металл после обязательной очистки на Монетном дворе поступал в полное распоряжение заводчика (указы от 13.04.1826 г., 22.06.1845 г., 3 июля 1845 г. и 1.03.1850 г.). Это привело к резкому росту объёмов добычи платины на Урале с его разведанными запасами. Основные прииски располагались на реках Ис, Орулиха, Полуденка и Мартьян.
На Ису платина впервые была открыта в 1824 году, когда было добыто 32,5 кг. На приисках Бисерской дачи (Нижне-Исовский, Средне-Исовский и Косьинский) активная добыча началась только в 1880-х годах, на приисках Нижне-Туринской дачи — во второй половине 1880-х годов. С 1824 по 1856 годы на приисках рек Ис и Тура было добыто менее одной тонны платины. В отдельные годы добыча совсем не производилась. Увеличение добычи началось с 1857 года, когда было добыто 123 килограмма. Исовские прииски характеризовались аномально высоким содержанием платины в россыпях. По данным В. И. Вернадского, в течение XIX века из россыпей Исовского района было извлечено 2/3 мировой добычи платины.
В 1880—1890-х годах на приисках начала появляться производительная техника, что приводило к снижению доли ручного труда и повышению объёмов добычи платины. В 1892 году на Исовских приисках работали 2 паровые машины, в 1895-м — уже 11. С 1904 по 1917 год на было построено 18 паровых драг.
По данным 1910 года Исовский район считался самым производительным на Урале по добыче платины с объёмами до 300 пудов в год (за 1907-й год по всей Пермской губернии было добыто 329,5 пудов платины, в других Уральских губерниях платина не добывалась), что составляло около двух третей всей уральской платины. В том числе 10—16 пудов в системе реки Выя, столько же по реке Туре, остальное — по Ису с его притоками. Попутно с платиной в Крестовоздвиженском прииске добывалось до 2 пудов золота в год. В 1913 году более половины платины получалось дражным путем.

### «Уральский великан»
В августе 1904 года на Исовском месторождении был найден самородок платины весом 7860,5 г. Его доставили лично Николаю II на золотом блюде в сопровождении уральского бергмейстера. На сегодняшний день это самый крупный из известных и сохранившихся самородков данного металла. Имеет название «Уральский великан» и хранится в Алмазном фонде Московского Кремля.

### Открытие исовита
В 1997 году на Исовских приисках был открыт новый минерал, который назвали по месту находки — исовит {\displaystyle {\ce {(Cr, Fe)_23C_6}}}. Крошечные зёрна стально-серого цвета содержат 2/3 хрома и 1/4 железа, а также никель, кобальт и медь. Такие соединения прежде встречались только в искусственном виде.

## Исовские прииски
До 1917 года Исовские прииски давали до 70 % мировой добычи платины. Активная добыча продолжалась до 1980-х годов.
По данным 1923 года в Исовском районе находилось от 300 до 500 приисков (работающих или заброшенных), административным центром района являлся прииск Екатеринбургский. Всего за 100 лет (с 1824 по 1923 годы) в Исовском районе добыто более 8000 пудов платины. Прогнозный подсчёт оставшихся запасов платины давал оценку в 4—5 тысяч пудов.
По данным переписи 1926 года на реке Ис действовали несколько поселковых приисков в составе Свердловского сельсовета:
| Список приисков                              | Список приисков                 | Список приисков | Список приисков | Список приисков                     | Список приисков                    |
| Прииск                                       | Образовавшийся населённый пункт | Расположение, описание (данные на 1908 год) | Объёмы производства (данные на 1908 год) | Число хозяйств (данные на 1926 год) | Число жителей (данные на 1926 год) |
| -------------------------------------------- | ------------------------------- | --- | --- | ----------------------------------- | ---------------------------------- |
| Александровский                              |                                 | В одной версте вниз по течению Иса от Елизаветинского; 4 торговых лавки | 12 пудов 38 фунтов 25 золотников 12 долей платины и золота суммарно | н/д                                 | н/д                                |
| Александро-Паньковский                       |                                 | На реке Осокиной, левом притоке Иса, в 2,5 верстах от Вознесенского ниже по течению Иса | Платина: 2 фунта 91 золотник 12 долей; золото: 8 золотников 72 доли | н/д                                 | н/д                                |
| Андреевский                                  |                                 | Вблизи устья Песчанки, правого притока Иса, в 1 версте ниже по Ису от Екатеринбургского; 13 ручных станков, 52 рабочих | Платина: 8 фунтов 63 золотника 48 долей; золото: 13 золотников 48 долей | н/д                                 | н/д                                |
| Артельный                                    | Артельный                       | В 4 верстах от Борисовского, на левом берегу Иса. Располагалась администрация ближайших приисков. | Платина: 3 фунта 2 золотника; золото: 6 золотников 72 доли | н/д                                 | н/д                                |
| Белая                                        |                                 | | | 4                                   | 18                                 |
| Благонадёжный                                |                                 | В 1 версте ниже по течению Иса от Николае-Святительского; 5 домов для служащих, казармы, 1 торговая лавка | Платина: 38 фунтов 89 золотников 12 долей; золото: 1 фунт 11 золотников | 99                                  | 287                                |
| Борисовский                                  |                                 | В 300 саженях ниже по течению Иса от Александровского | н/д | н/д                                 | н/д                                |
| Валентиновский                               |                                 | | | 2                                   | 8                                  |
| Вознесенский                                 |                                 | В 2,5 верстах вниз по течению Иса от Херувимского; контора, 6 домов для служащих, казармы, одна торговая лавка, кузница                                                                                                   | Платина: 5 пудов 3 фунта 47 золотников 24 доли; золото: 14 фунтов 36 золотников 84 доли                                                                                             | 29                                  | 107                                |
| Воскресенский                                |                                 | В 2,5 верстах вниз по течению Иса от Глубокого; 3 торговых лавки | Платина: 8 фунтов 67 золотников 12 долей; золото: 12 золотников 12 долей | н/д                                 | н/д                                |
| Георгиевский                                 |                                 | В 1,5 верстах вниз по течению Иса от Семёновского | Золото: 6 золотников 42 доли | н/д                                 | н/д                                |
| Глубокий                                     |                                 | В 1,5 верстах вниз по течению Иса от Георгиевского; земское училище, чайная-читальня, 3 торговых лавки | н/д | н/д                                 | н/д                                |
| Дружелюбный                                  |                                 | В 1 версте от Неожиданного и в полуверсте от Исаакиевского | н/д | 10                                  | 49                                 |
| Елизаветинский                               |                                 | 350 саженей по течению Иса от граница Пермской губернии; 4 ручных станка, 185 рабочих | Платина: 7 пудов 15 фунтов 35 золотников; золото: 8 фунтов 14 золотников 72 доли | н/д                                 | н/д                                |
| Журавлик (с ж/д разъездом)                   |                                 | | | 102                                 | 441                                |
| Ильинский                                    |                                 | На реке Фединой, притоке Иса, в 2,5 верстах от Крестовоздвиженского | Платина: 30 фунтов 94 золотника 7 долей; золото: 78 золотников 53 доли |                                     |                                    |
| Исовский                                     |                                 | В устье реки Фединой, при впадении с правой стороны в реку Ис, в 3 верстах от Крестовоздвиженского; 4 дома для служащих, казармы, три паровых машины с промывательные устройства, кузница                                 | | 3                                   | 6                                  |
| Крестовоздвиженский                          |                                 | На правом берегу Иса, двумя верстами ниже Вознесенского по течению; 2 дома для служащих, 13 казарм и бараков для рабочих, паровая машина, промывательные устройства, кузница                                              | Платина: 42 золотника 23 доли; золота: 62 золотника 36 доли | 30                                  | 128                                |
| Маломальский                                 | Маломальский                    | На реке Туре в устье Иса; 5 домов служащих, 3 казармы, 2 торговых лавки, паровая машина, промывательные устройства, 1 бутара, 1 чаша и 1 воронка                                                                          | Платина: 9 пудов 28 фунтов 84 золотника 84 доли; золото: 30 фунтов 4 золотника 48 долей                                                                                             | н/д                                 | н/д                                |
| Неожиданный и Исаакиевский                   |                                 | На обоих берегах Иса, в 2,5 верстах ниже по течению от Троицкого | Исаакиевский: платина: 11 фунтов 12 золотников 12 долей; золото: 64 золотника 24 доли. Неожиданный: платина: 13 фунтов 4 золотника 60 долей; золото: 5 фунтов 30 золотника 57 долей | 28                                  | 87                                 |
| Николае-Святительский                        |                                 | Около устья Журавлика, левого притока Иса; земское училище, мечеть, 3 торговых лавки, контора, больница, механическая мастерская                                                                                          | Платина: 19 фунтов 60 золотников 54 доли; золото: 33 золотника 30 долей | н/д                                 | н/д                                |
| Общественный                                 |                                 | | | 29                                  | 132                                |
| Осокино первое                               |                                 | | | 9                                   | 23                                 |
| Осокино второе                               |                                 | | | 3                                   | 16                                 |
| Отвак                                        |                                 | | | 19                                  | 78                                 |
| Песчанка (посёлок)                           |                                 | | | 157                                 | 808                                |
| Петровский                                   |                                 | На правом берегу Иса, напротив Борисовского; 60 рабочих | Платина: 57 золотников 54 долей; золото: 1 золотник 15 долей |                                     |                                    |
| Свердловский (Екатеринбургский, Конюховский) | Ис                              | В 1 версте от Дружелюбного и в полуверсте от реки Ис; главная контора приисков, церковь, больница, 3 торговых лавки | Платина: 3 фунта 49 золотников 72 доли; золото: 9 золотников 72 доли | 231                                 | 861                                |
| Семёновский                                  |                                 | В полуверсте ниже по течению Иса от Благонадёжного | Платина: 1 пуд 18 фунтов 27 золотников 60 долей; золото: 1 фунт 50 золотников | 25                                  | 90                                 |
| Старичный                                    |                                 | Около устья Журавлика, левого притока Иса; 6 паровых машин, 19 ручных станков, 305 рабочих | Платина: 5 пудов 7 фунтов 38 золотников 30 долей; золото: 6 фунтов 94 золотника 60 долей                                                                                            | н/д                                 | н/д                                |
| Троицкий                                     |                                 | На правом берегу Иса, в одной версте ниже по течению от Исовского; земское училище, мечеть, 3 торговых лавки, контора, 7 домов для служащих, 15 казарм и бараков для рабочих, 2 драги, слесарная мастерская, арестный дом | Платина: 38 золотников 37 долей; золото: 7 золотников 77 долей | 84                                  | 330                                |
| Трудный                                      |                                 | На левом берегу Иса, в одной версте ниже по течению от Троицкого; 2 дома для служащих, казармы, промывательные устройства, кузница                                                                                        | Платина: 10 пудов 24 фунта 41 золотник 60 долей; золото: 13 фунтов 56 золотников 24 доли                                                                                            | 9                                   | 44                                 |
| Федино                                       | Федино                          | | | 17                                  | 54                                 |
| Херувимский                                  |                                 | В 2,5 верстах вниз по течению Иса от Артельного, около устья реки Талой | н/д | н/д                                 | н/д                                |
| Шуркино                                      | Шуркино                         | На правом берегу Иса, в 600 саженях от Артельного; 6 домов для служащих, 7 домов для рабочих, 1 торговая лавка, две паровых машины, промывательные устройства, кузница                                                    | Платина: 3 пуда 21 фунт 76 золотников; золото: 4 фунта 61 золотник 90 долей | н/д                                 | н/д                                |

В 1930—1931 годах на Урал было сослано 571,4 тысяч «кулаков». Приисковые трудовые посёлки на Ису были построены для переселения репрессированных в 1931—1932 годах. Переселенцы работали на Исовских приисках. Добыча металла достигла максимума в 1941 году — 3195 кг. В 1940 году было добыто 2687 кг.
16 мая 1944 года решением ВЦСПС и Наркомата по итогам работы за апрель 1944 года Исовскому прииску присуждено переходящее Красное Знамя Государственного Комитета обороны СССР. С 1977 года уровень добычи на прииске снизился до менее одной тонны в год снижался каждый год. К 1996 году на работающих драгах содержание металла упало от тридцати до пятидесяти миллиграммов на тонну, вследствие чего некоторые драги были временно остановлены и возобновили работу в 1998—99 году, отрабатывая месторождения по второму и третьему разу. В 1991—1992 годах на прииске утонули три драги, одна из которых перенесла пожар. На её восстановление ушло два добычных сезона.
В 1997 году Исовский прииск перешёл в подчинение ОАО «Уралэлектромедь», а с января 1998 года на его базе возник Северный участок в составе Невьянского прииска ОАО «Уралэлектромедь». На участке работали 150 человек, функционировали драги № 27, 46 и автогараж. 1 января 2003 года закрыта и разобрана на запчасти драга № 46, драга № 27 перешла в состав Невьянского прииска, Северный участок был ликвидирован. Таким образом, Исовский прииск существовал на протяжении 178 лет.

## Текущее состояние
По состоянию на 2019 год на учёте в Государственном кадастре месторождений стоит Выйско-Исовское месторождение золота и платиноидов участок в 12 км к северу от Нижней Туры, 6 км к юго-востоку от посёлка Ис.

## Галерея

Драга на Исовском прииске, 1950-е годы
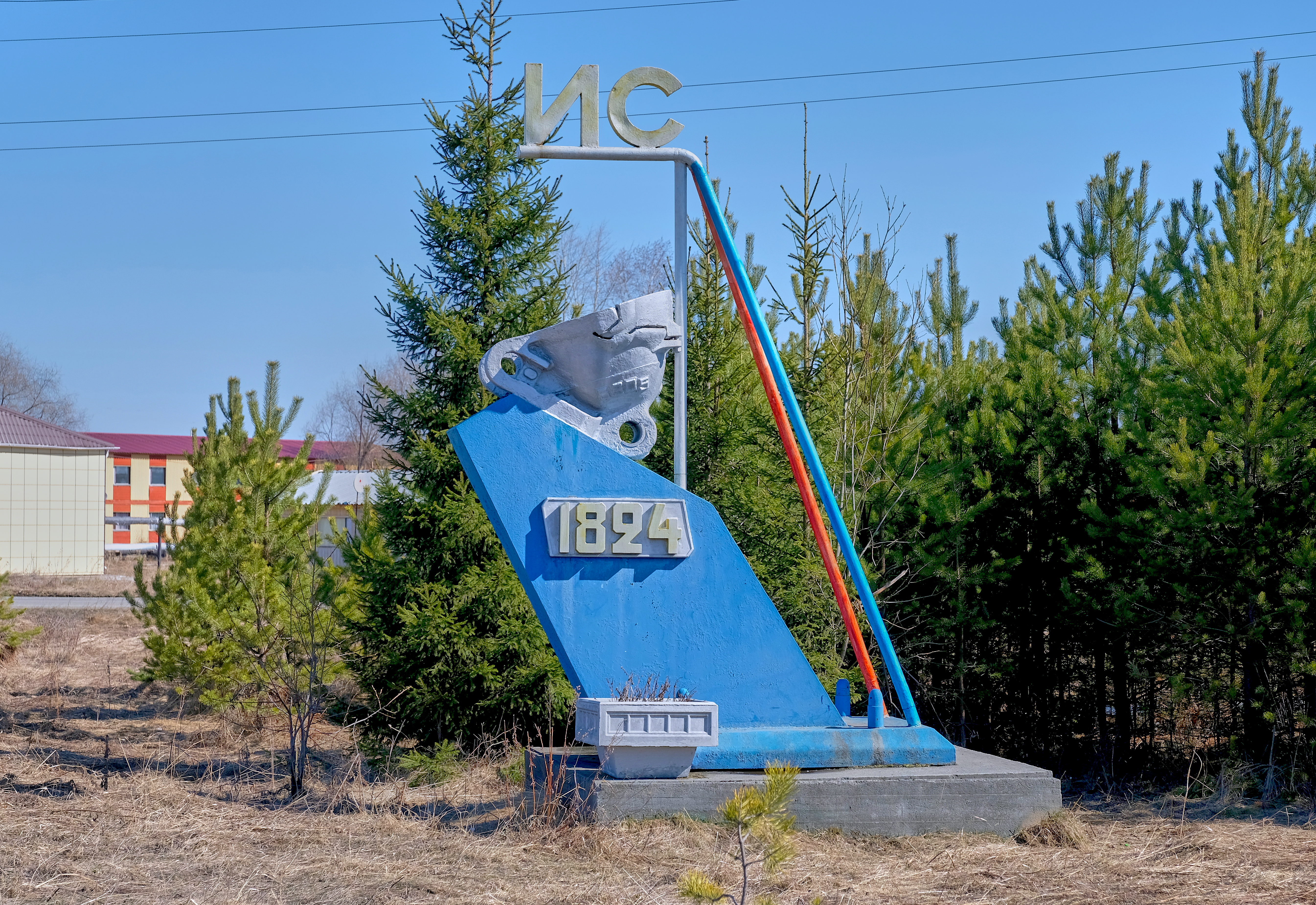
Стела с норийным ковшом на въезде в посёлок Ис
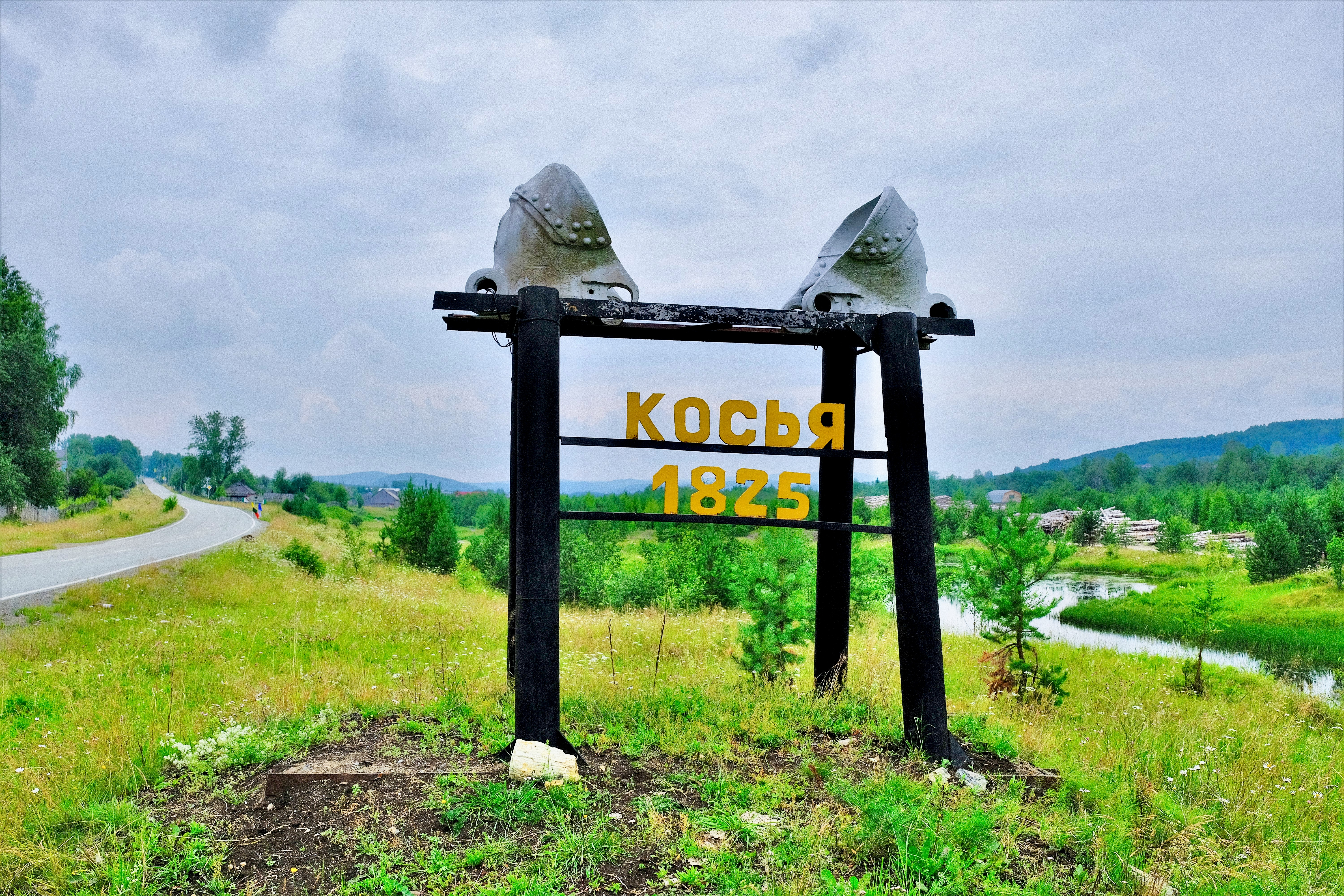
Стела с норийными ковшами на въезде в посёлок Косья
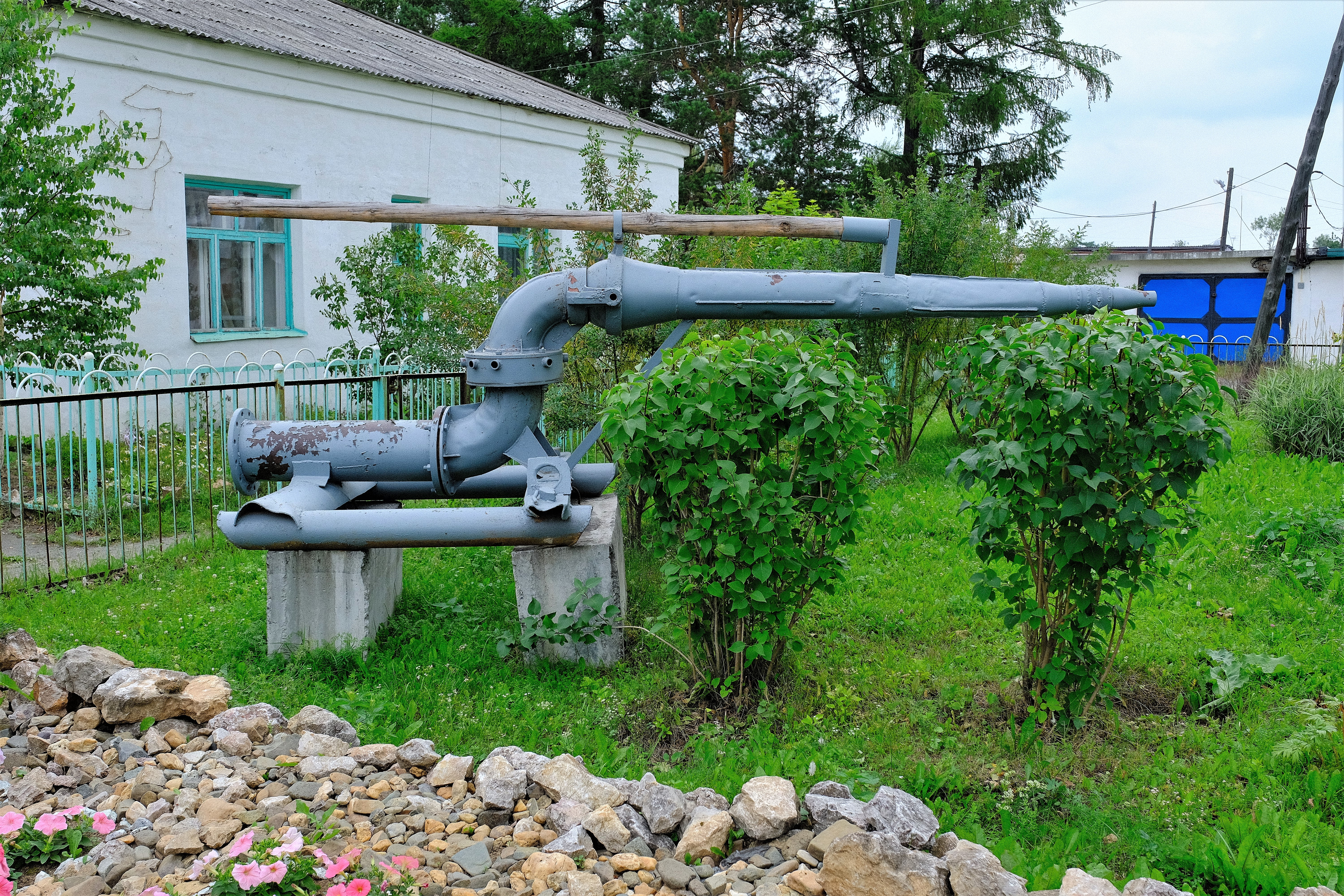
Монумент в виде части гидромонитора в посёлке Ис
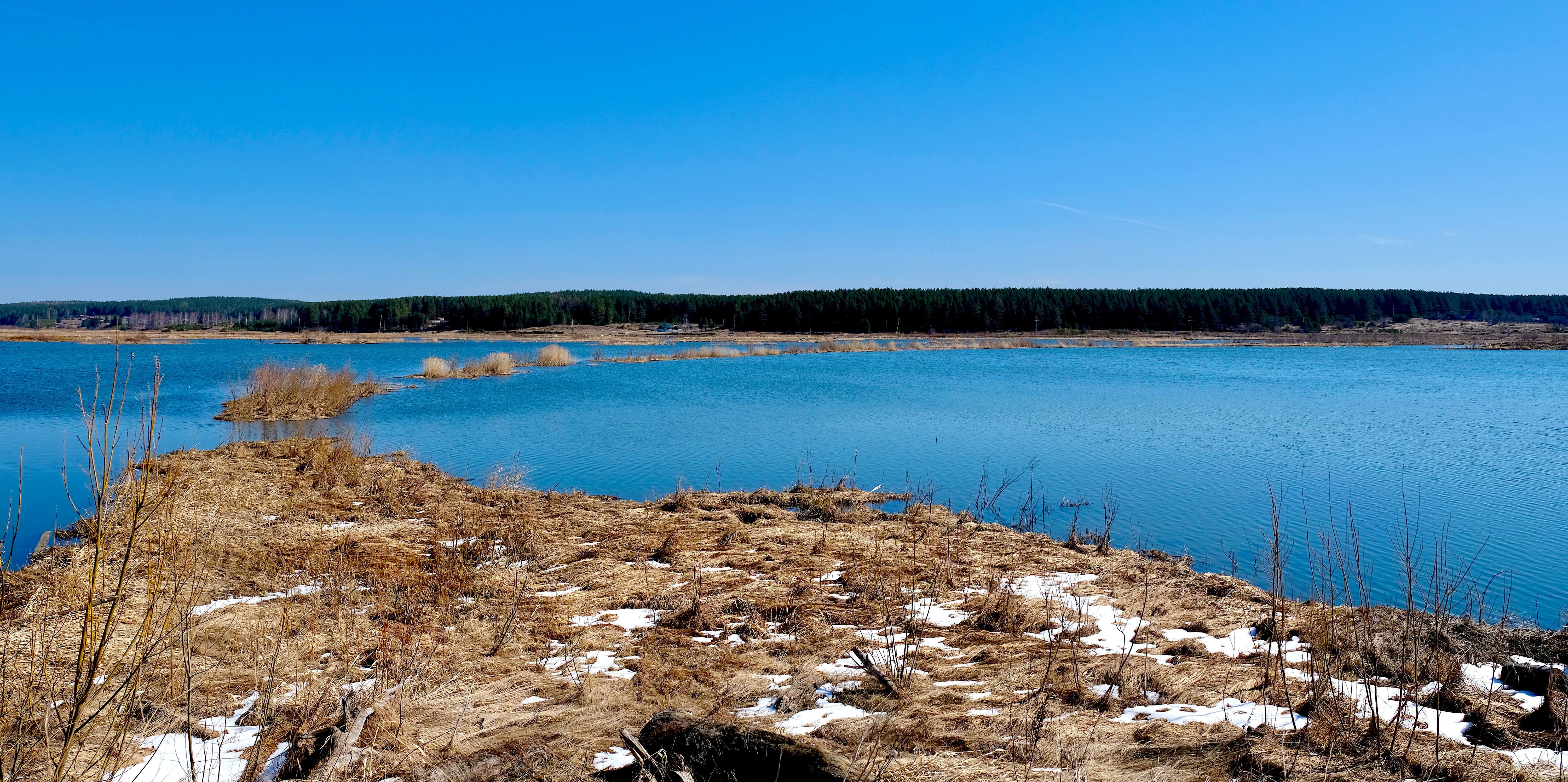
Русло Иса в посёлке Ис, перекопанное драгами